# Hoya dolichosparte
Hoya dolichosparte är en oleanderväxtart som beskrevs av Rudolf Schlechter. Hoya dolichosparte ingår i släktet Hoya och familjen oleanderväxter. Inga underarter finns listade i Catalogue of Life.